# 张璞 (1956年)
张璞（1956年9月—）。男，汉族，山西临汾人，中华人民共和国政治人物。太原重型机械学院（现太原科技大学）毕业。

## 生平
1974年7月参加工作，前往太原市北郊区小井峪公社后北屯大队插队。1976年6月加入中国共产党。1977年恢复高考，张璞考入太原重型机械学院，1978年3月入学，在机械系起重输送机械专业读本科，期间曾担任系学生会主席，1982年1月毕业。本科毕业后，张璞被分配到山西机器厂工作，起先担任技术员，后来改做共青团工作，先当了团委副书记，后来提拔为团委书记。1984年8月，被提拔为共青团太原市委副书记。期间，自1986年9月至1989年7月，他到中央党校脱产学习，获得研究生学历。
1989年12月，任中共阳曲县委副书记。1992年12月，兼任阳曲县长。1995年6月，调任中共清徐县委副书记、县长。五个月后，任中共清徐县委书记。2000年，任太原市副市长。2003年，任中共太原市委常委、太原市常务副市长。2007年5月，中共山西省委公示拟任命张璞“正市职职务”，媒体以为张璞即将升为太原市市长。然而，张璞在这个月改任中共晋中市委副书记，一个月后成为晋中市市长。2011年4月2日，任中共晋中市委书记。
2016年1月，当选山西省政协副主席。